# Yanick Jean (poétesse)
Pour l’article homonyme, voir Yanick Jean.
Yanick Jean, née le 10 mai 1946 à Port-au-Prince et morte le 10 juin 2000 dans la même ville, est une poétesse, peintre et romancière haïtienne.

## Biographie

### Carrière
Yanick Jean épouse le dramaturge Syto Cavé. Ensemble, ils quittent Haïti et la dictature duvaliériste pour s'installer à New York en 1968. Là, Yanick Jean se forme à la peinture et participe à la réalisation de plusieurs décors de la compagnie Kouidor, fondée par son époux et d'autres écrivains haïtiens en exil. Divorcée, elle revient en Haïti en 1983, un an après y avoir fait publier son premier recueil de poésie, Recommencer Paule. Trois ans plus tard parait son second recueil, La fidélité non plus....
Yanick Jean meurt en 2000. Elle laisse derrière elle un roman inédit, Joyeuse des distances. Trois ans plus tard, les éditions Mémoire d'encrier, fondées à Montréal par le poète haïtien Rodney Saint-Éloi, rééditent La fidélité non plus...

### Famille
Yanick Jean et Syto Cavé sont les parents du chanteur de compas Alan Cavé. Yanick Jean est également la mère d'une fille, Marie-Noire Gaëlle, à qui elle dédie La fidélité non plus...

## Analyse de l’œuvre
Pour Nathalie Batraville, la poésie de Yanick Jean, dans la mesure où elle témoigne d'une attention accrue à la matérialité du langage, peut être rapprochée de celles de Francis Séjour Magloire, Clément Magloire-Saint-Aude et Jean-Max Calvin. Elle s'en distingue néanmoins par l'importance qu'elle accorde à « l'expérience de la femme et de la grossesse » — des sujets que n'abordent par ailleurs pas vraiment les consœurs de Yanick Jean.
Dans son introduction à l'analyse de La fidélité non plus..., Nathalie Batraville constate que peu de travaux de recherche ont été consacrés à ce recueil. Pour elle, cet état de fait n'a rien d'étonnant considérant que les chercheurs qui se sont penchés sur la littérature haïtienne l'ont majoritairement fait en cherchant un « contenu politique » à celle-ci ; or, la poésie féminine en Haïti a surtout été lue comme en étant dépourvue, n'exprimant que des émotions intimes.

## Œuvre
- Recommencer Paule, Port-au-Prince, Éditions Fardin, 1982
- La fidélité non plus..., Port-au-Prince, Imprimerie des Antilles, 1986Réédition, Mémoire d'encrier, 2003